# Withings
Withings (ausgesprochen „Wee-things“ (frz.) oder „Wy-things“ (en.)) ist ein französisches Unternehmen für Unterhaltungselektronik mit Sitz in Issy-les-Moulineaux, Frankreich und weiteren Büros in Cambridge, Massachusetts, USA, und Hongkong. Die Produkte von Withings werden weltweit vertrieben. Withings ist bekannt für Design und Innovation vernetzter Geräte, wie z. B. der ersten WLAN-Waage auf dem Markt (Einführung 2009), einem von der US-Behörde für Lebens- und Arzneimittel zugelassenen Blutdruckmessgerät, einem smarten Schlafsystem und einer Reihe an automatischen Uhren mit Aktivitätstracking-Funktion. Das Unternehmen bietet auch Business-to-Business-Lösungen für Gesundheitsdienstleister und Forscher.
Withings wurde am 26. April 2016 von  Nokia übernommen und als Unternehmensbereich Health eingegliedert. Die Marke Withings wurde bis Juni 2017 verwendet und dann durch die Marke Nokia ersetzt. Im Mai 2018 schloss Éric Carreel, der Gründer von Withings, einen Vertrag ab, um die Kontrolle wiederzugewinnen. Das Unternehmen wurde unter dem Namen Withings wieder unabhängig.

## Geschichte

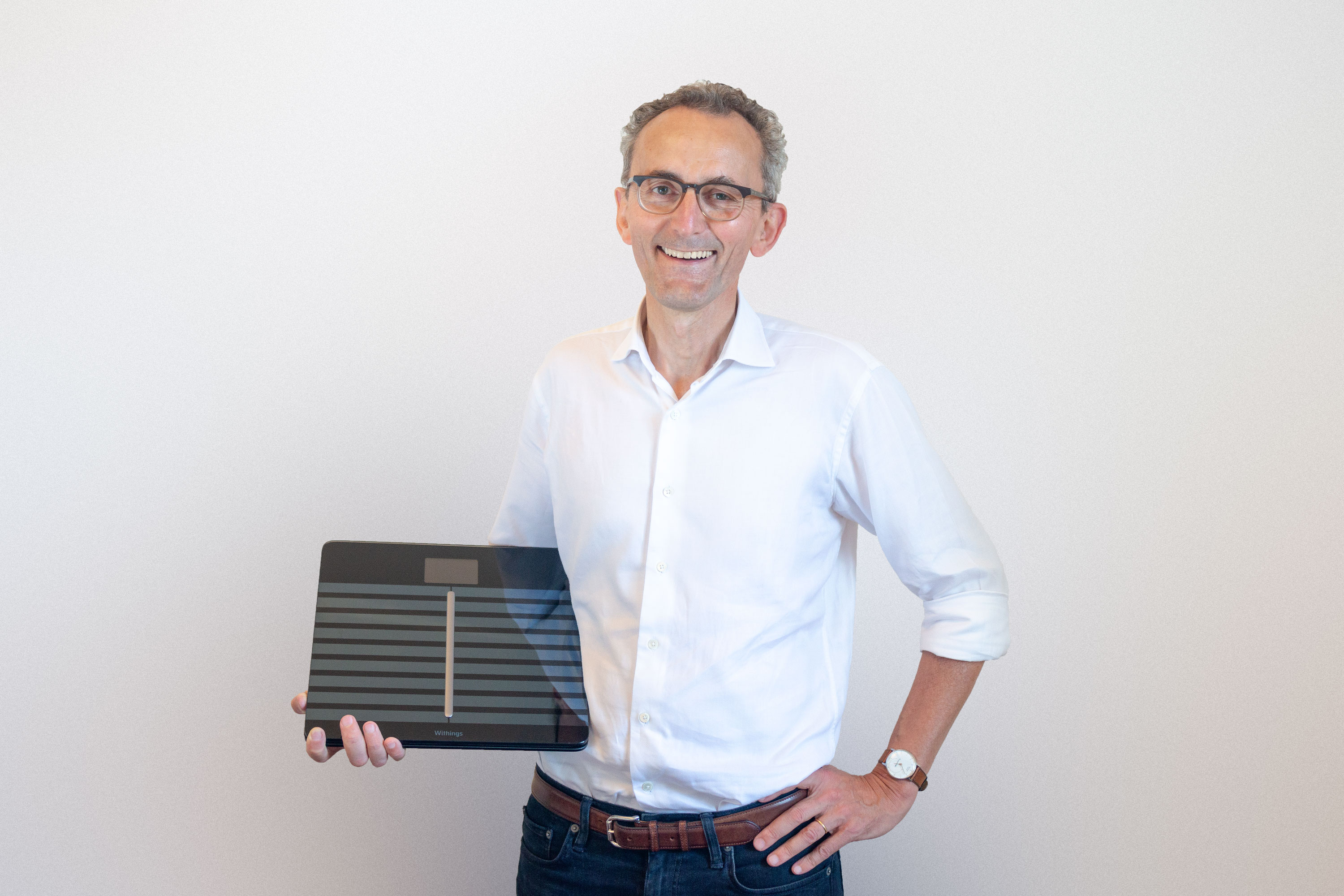
Eric Carreel, Mitgründer and Chairman von Withings

### Beginn
Withings wurde 2008 von zwei Führungskräften aus der Technologie- und Telekommunikationsbranche gegründet: Éric Carreel, Mitbegründer von Inventel, und Cédric Hutchings. Das erste Produkt des Unternehmens war eine vernetzte Körperwaage, die im Jahr 2009 auf den Markt kam.

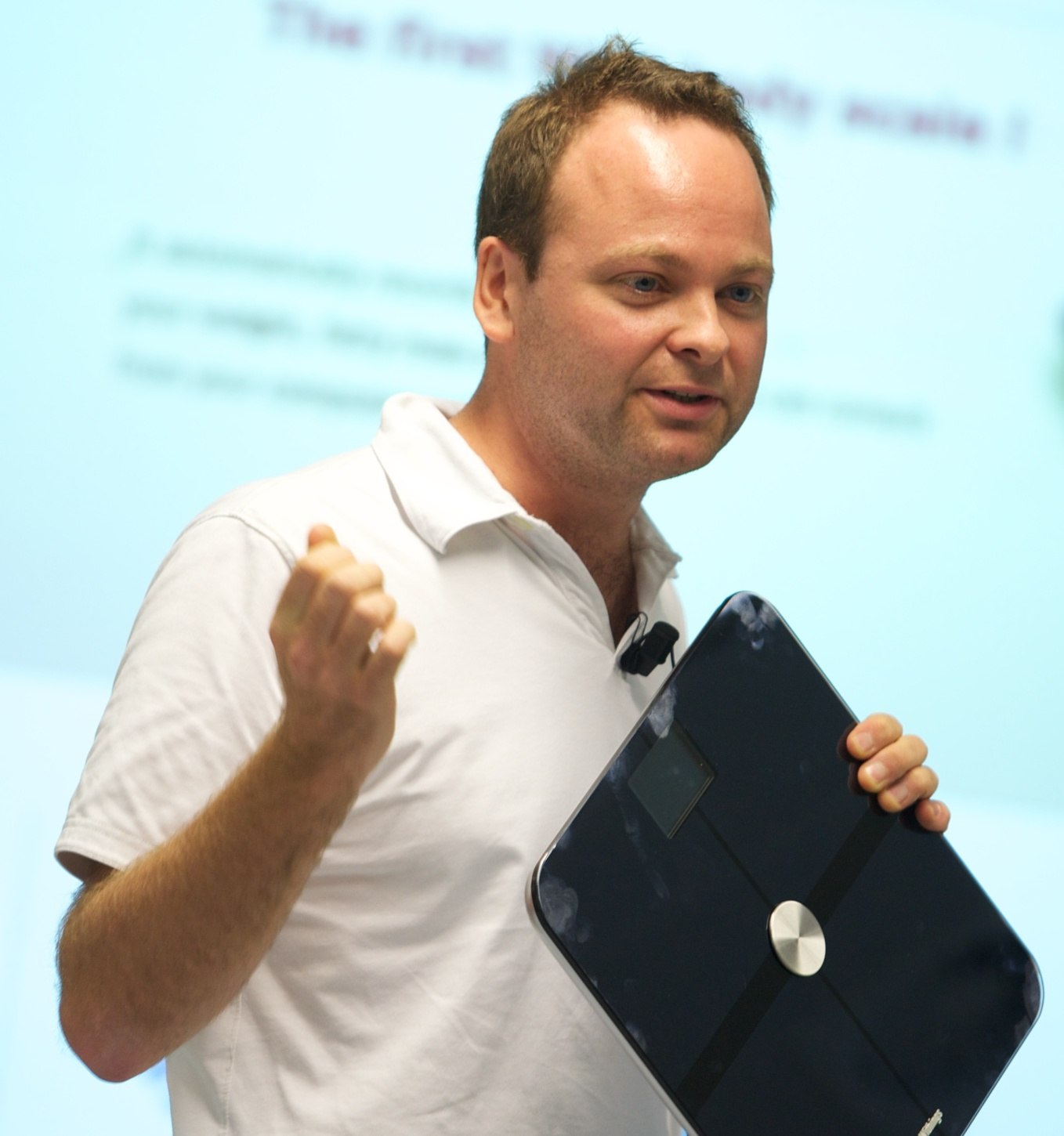
Mitgründer Cedric Hutchings, 2010

Im September 2010 erhielt Withings seine erste Venture-Capital-Finanzierung – 3,8 Mio. USD von Ventech – zur Finanzierung der Entwicklung der nächsten beiden Produkte des Unternehmens. Im Januar 2011 gab Withings auf der Consumer Electronics Show in Las Vegas sein zweites Produkt bekannt: ein Blutdruckmessgerät, das mit dem iPhone verbunden werden kann. Das Unternehmen kündigte auch an, ein Babyphon für Smartphones und andere vernetzte Geräte zu produzieren, das im November 2011 europaweit und im Februar 2012 in den USA auf den Markt kommen würde.
Withings erhielt im Juli 2013 eine Investition in Höhe von 30 Mio. USD von Bpifrance, Idinvest Partners, 360 CapitalPartners und Ventech. Das Unternehmen integrierte die HealthKit-Plattform von Apple im Oktober 2014. Die Kompatibilität der vernetzten Geräte von Withings ermöglichte die Integration persönlicher Daten in die iOS-Health-App.
Auf dem WebSummit in Dublin in 2015 gab das Unternehmen eine Partnerschaft mit MyFitnessPal bekannt. Diese kombinierte die Health-Mate-App von Withings mit den Ernährungsdaten von MyFitnessPal, so dass Benutzer sehen konnten, ob sie sich in Bezug auf ihre Ernährungsweise ausreichend sportlich betätigen.

### 2016 bis 2018: Übernahme durch Nokia
Im April 2016 gab Nokia die Übernahme von Withings bekannt und die Absicht, sie in den Unternehmensbereich Nokia Technologies zu integrieren. Das Geschäft wurde am 31. Mai 2016 abgeschlossen. Der CEO von Withings, Cédric Hutchings, übernahm die Leitung des neuen Geschäftsbereichs Digital Health bei Nokia Technologies. Zum Zeitpunkt der Akquisition sollte Withings als Marke zumindest vorerst bestehen bleiben. Jedoch war die Marke bereits im Winter 2016 vom ursprünglichen „Withings Inspire Health“ zu „Withings Part of Nokia“ übergegangen.
Am 23. Dezember 2016 wurden Withings-Produkte aus unklaren Gründen aus dem Apple Store genommen, angeblich als Vergeltungsmaßnahme nach der Eskalation eines Patentstreits zwischen Apple und Nokia. Am 26. Februar 2017 wurde bekannt gegeben, dass Withings als Marke nicht mehr verwendet wird und die Produkte nun unter der Marke Nokia vertrieben werden. Das Rebranding wurde am 20. Juni 2017 vollzogen.

### Seit 2018: Kauf durch Éric Carreel
Am 2. Mai 2018 gab Nokia Pläne bekannt, sein Health-Tech-Business an Withings-Mitbegründer Éric Carreel verkaufen zu wollen. Der Verkauf wurde zum Ende des Monats abgeschlossen. Carreel hatte Nokia in 2017 verlassen und den Kauf von Withings in 2018 abgeschlossen.
Im April 2019 gab Withings bekannt, eine Fabrik in Frankreich zu eröffnen.

## Produkte

### Smartwatches und Fitness-Tracker

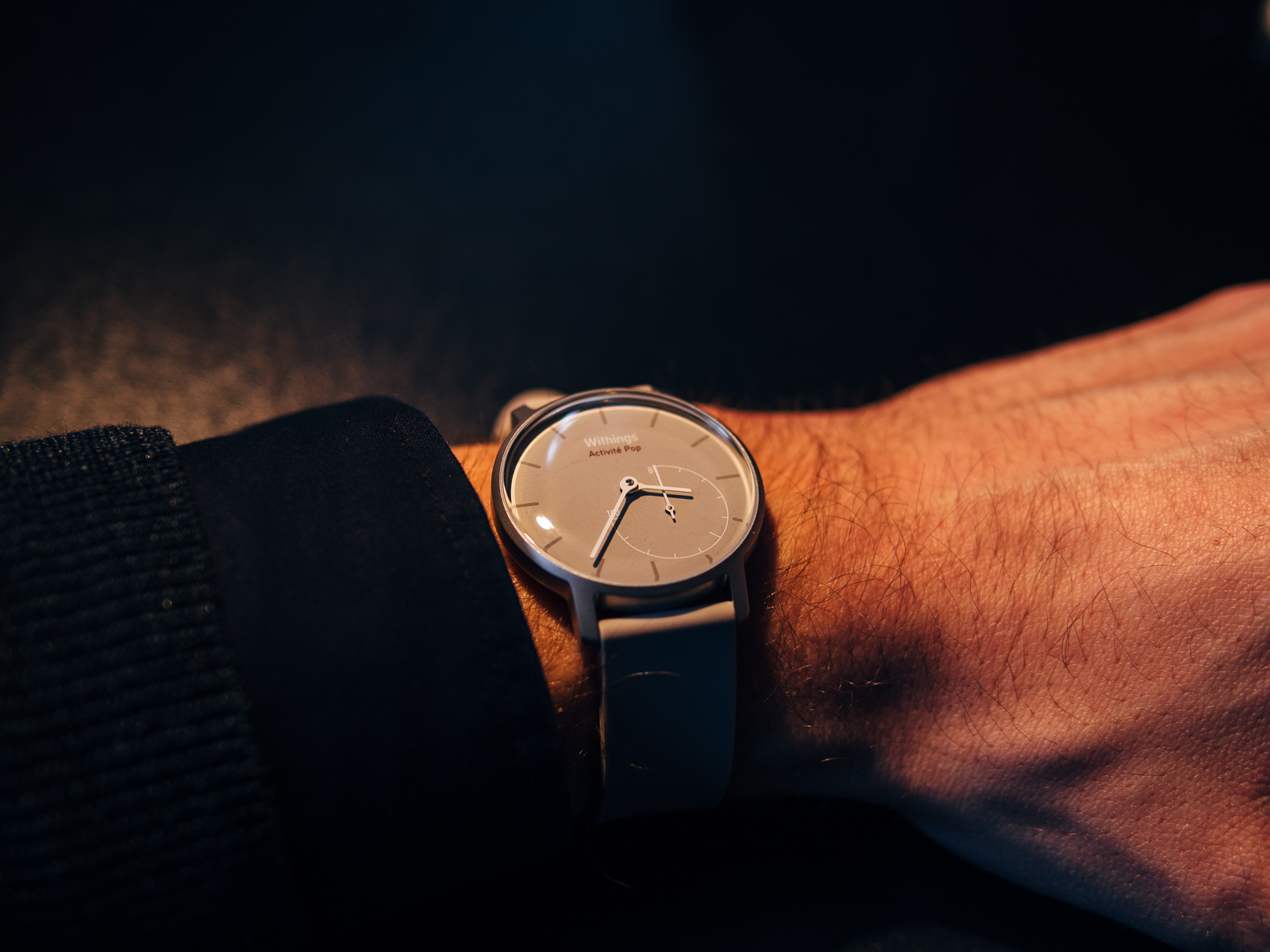
Withings Activité Pop

Withings stellt Smartwatches und Fitness-Tracker her, darunter die Activité, eine Aktivitätstracking-Uhr, die als erste Smartwatch einer traditionellen Armbanduhr ähnelt. Sie hat keine Tasten und wird von einer mobilen App gesteuert, die sowohl mit iPhone als auch Android kompatibel ist. Sie kann automatisch Aktivitäten des Benutzers, wie Schlaf, Schwimmen, Gehen und Laufen, verfolgen. Außerdem kann sie Daten zu Gewicht, Herzfrequenz und Körpermasse von Withings kabellosen Waagen, wie dem Smart Body Analyzer, integrieren.
Das Unternehmen stellt auch die Activité Steel her, eine Uhr aus Edelstahl mit verchromten Zeigern und einem Silikonarmband. Weitere Modelle sind die Activité Sapphire und die Activité Pop. Zu den bekanntesten Benutzern von Activité zählt der ehemalige französische Präsident François Hollande.
Withings begann im Sommer 2013 mit dem Verkauf des Pulse O2. Das Produkt wurde 2014 um zusätzliche Funktionen wie die Pulsoxymetrie-Messung (SPO2) und den Wear-it-your-your-way-Formfaktor erweitert und der Name wurde in Ox geändert. Pulse enthält einen Schrittzähler, ein Herzfrequenzmessgerät und ein Blutsauerstoffmessgerät und kann an andere Withings-Geräte wie die Smart Body Analyzer-Waage und das Blutdruckmessgerät angeschlossen werden. Pulse ist das einzige Gerät dieser Art, das reflexive Messungen durchführt, so dass der Benutzer für die SPO2-Messung nicht den Finger in einen Clip stecken muss. In 2016 kam Withings Go auf den Markt – ein Aktivitätstracker, der an Gürtel geklemmt oder gehängt oder mit einem Silikonband am Handgelenk getragen werden kann.

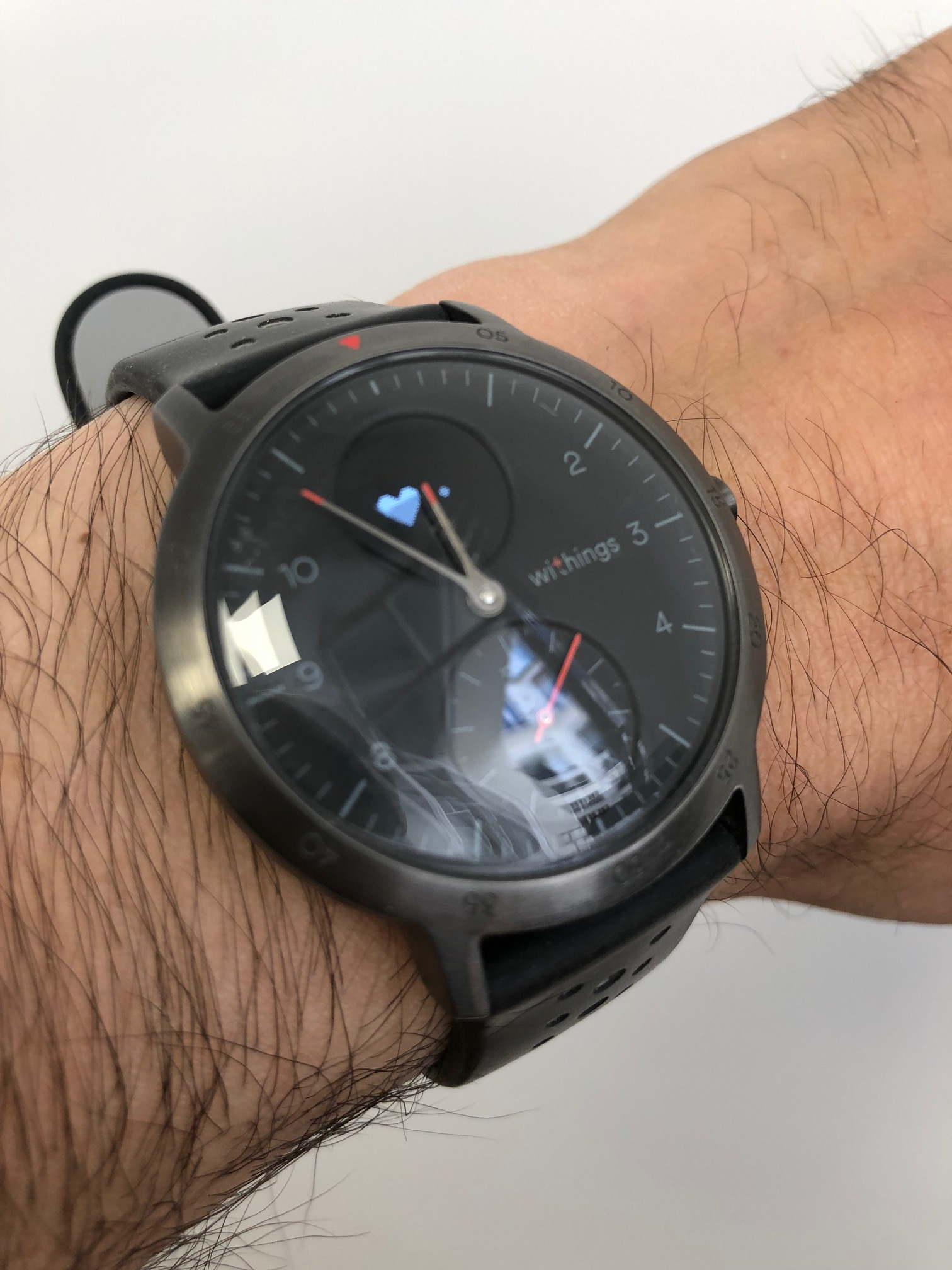
Withings Steel HR Sport tracker

Das erste Produkt von Withings, seit dem Kauf durch Carreel im Jahr 2018, ist die Steel HR Sport Smartwatch, ein Fitnesstracker, der wie eine Uhr aussieht. Die Uhr ist ein Hybrid und bietet Herzfrequenzüberwachung, GPS-Tracking und Fitnessniveau-Analyse einschließlich Sauerstoffaufnahme-Sensoren. Es ist das erste Produkt von Withings, das eine Bewertung des Fitness-Niveaus ermöglicht. Auf der CES 2019 stellte Withings außerdem die Withings Move vor, eine Smartwatch für Einsteiger, die es aber auch in einer EKG-Version mit integrierter Elektrokardiogramm-Funktion gibt.

### Waagen
In 2009 brachte Withings die erste vernetzte WLAN-Körperwaage auf den Markt. Sie misst Gewicht und Körperfettanteil und sendet die Daten über WLAN an die App des Benutzers. Zudem besteht die Möglichkeit, sie auch mit Plattformen wie Google Health und Microsoft HealthVault sowie mit Diät- und Trainingsseiten wie DailyBurn zu verbinden.
In 2012 stellte Withings eine internetfähige Baby- und Kleinkinderwaage auf der Consumer Electronics Show 2012 vor. Sie war die erste Waage ihrer Art und wurde mit dem CES Innovations Award ausgezeichnet.
Das Unternehmen stellt auch den Withings Smart Body Analyzer her, eine intelligente Waage, die das Gewicht misst und zusätzlich auch den Body-Mass-Index und den Körperfettanteil berechnet. Die Waage wurde in der Presse bekannt, als der Magier Penn Jillette, der in vier Monaten fast 120 Pfund verloren hatte, seinen Erfolg auf ein strenges Regime und die Withings Smart Waage zurückführte.

### Gesundheitsgeräte

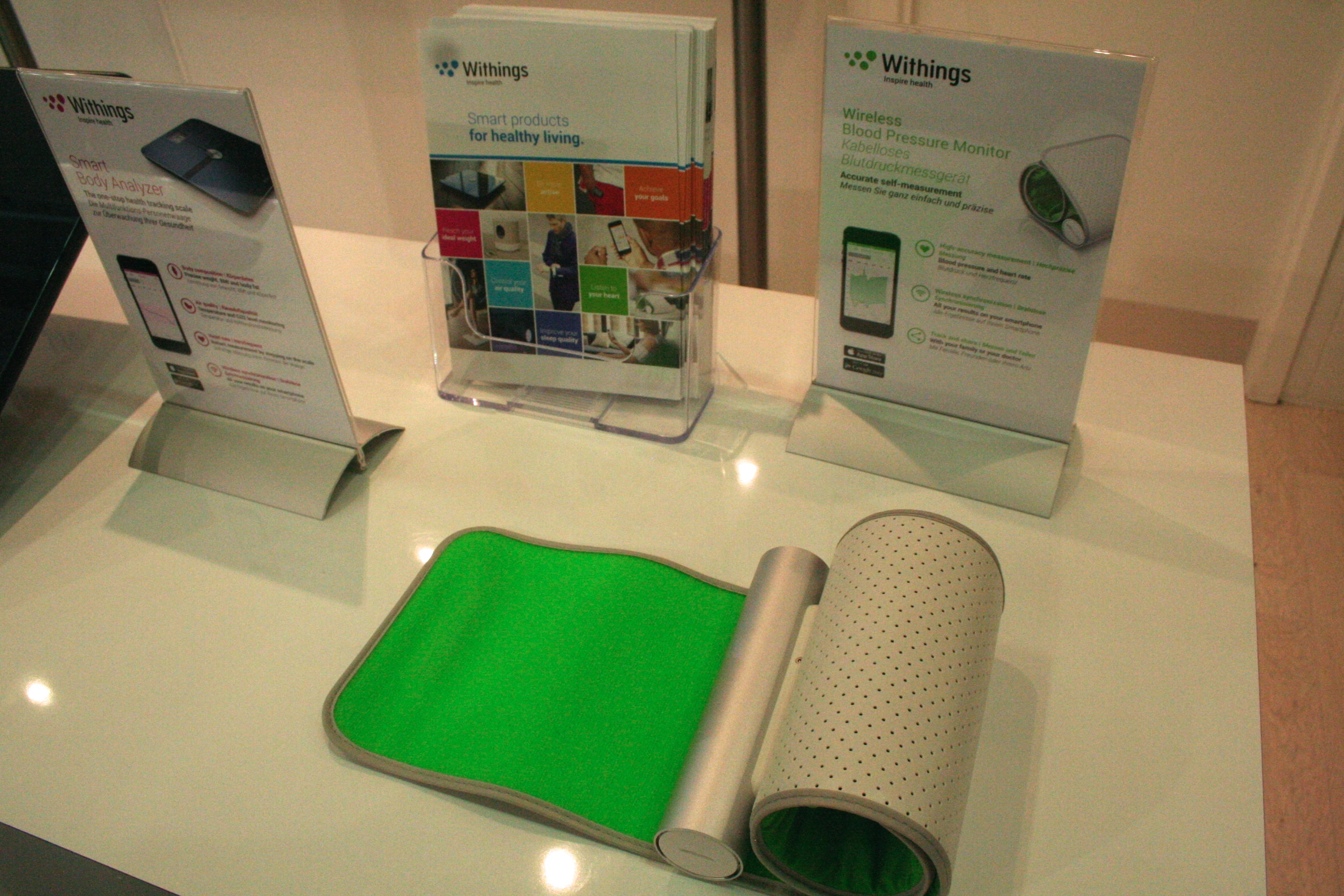
Withings Blutdruckmessgerät

Im Jahr 2011 brachte Withings das erste vernetzte Blutdruckmessgerät auf den Markt, das im März 2014 auf eine kabellose Version zur Verbindung mit iOS- und Android-Mobilgeräten umgestellt wurde. Das von der FDA zugelassene Gerät ermöglicht es den Patienten, ihre Blutdruckwerte einfach von zu Hause aus zu überprüfen: Es misst den systolischen und diastolischen Blutdruck sowie die Herzfrequenz. Das in 2019 eingeführte Blutdruckmessgerät BPM Core bietet zusätzlich eine EKG-Funktion und ein digitales Stethoskop zur Abhörung einiger Herzklappenfehler.
Withings Thermo ist ein Schläfen-Thermometer, das 16 Infrarot-Sensoren verwendet, um schnelle und genaue Temperaturmessungen zu liefern. Das Thermometer zeigt die Temperatur an und speichert die Daten in der dazugehörigen App. Dank seiner WLAN- und Bluetooth-Konnektivität können Smartphone-Nutzer die Messwerte zusammen mit anderen Informationen wie Symptomen und Medikamenten protokollieren. Das Gerät kann mehrere Benutzerprofile speichern und hat eine Batterielebensdauer von bis zu zwei Jahren. Thermo wurde mit zwei CES-Innovationspreisen in 2016 ausgezeichnet (Best in Fitness, Sport und Biotech sowie Tech for a Better World).

### Health Mate App

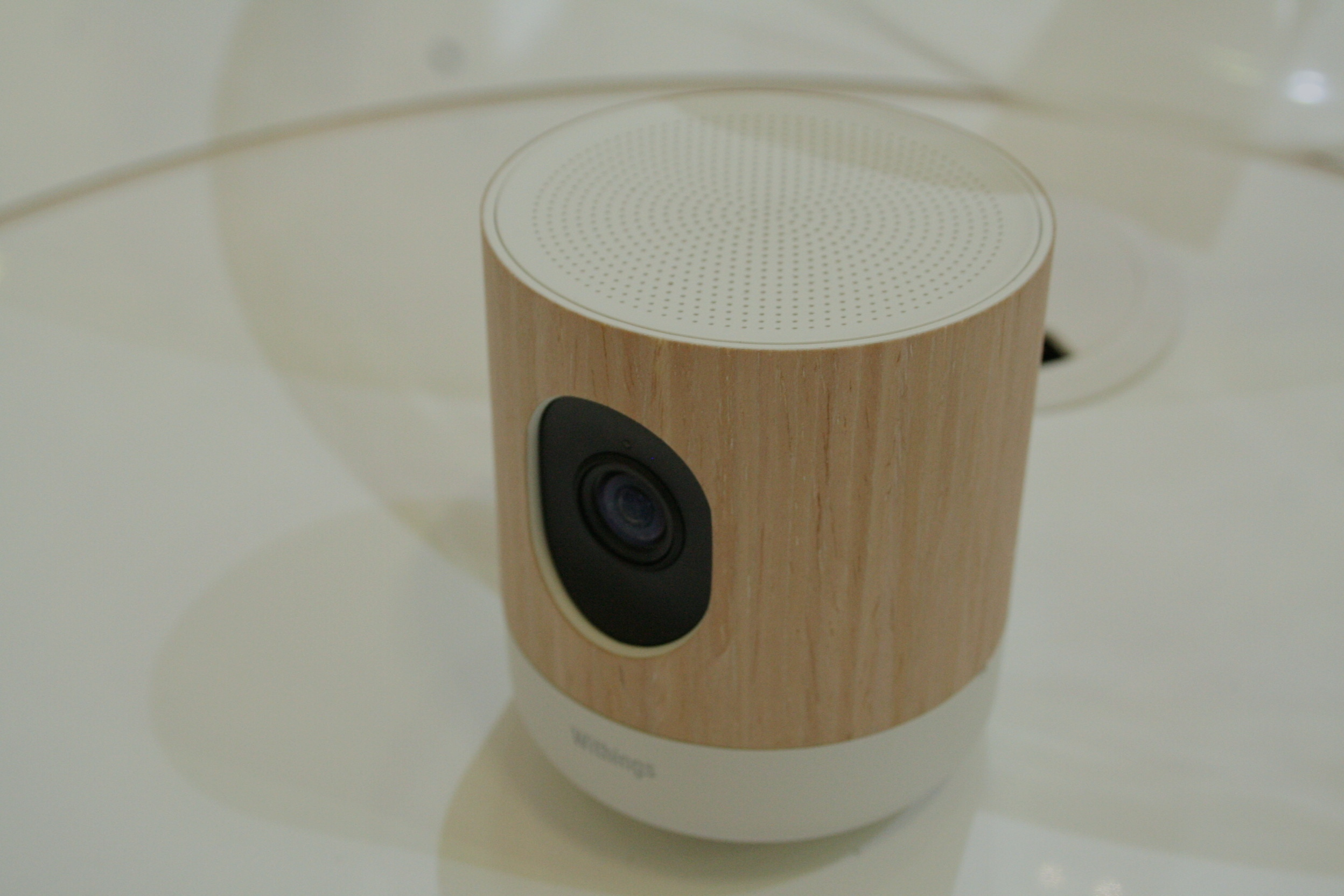
Withings Home

Die mobile Anwendung von Withings heißt Health Mate. Sie kann mit vielen der Withings-Geräte verbunden werden und zeigt Aktivitäts- und Schlafverläufe in Grafiken an. Die App verfolgt auch Gewicht, Herzfrequenz, Blutdruck und mehr, wenn der Benutzer die Daten eingibt bzw. eine Withings Smart Waage oder ein Blutdruckmessgerät besitzt. Health Mate kann mit Apple Watch integriert werden.

### Business-to-Business-Produkte
Im Jahr 2019 hat Withings eine Reihe von Business-to-Business-Produkten für Fachleute im Gesundheitswesen vorgestellt. Withings Med Pro Data ermöglicht es Dritten, wie z. B. Gesundheitsdienstleistern, Daten von Withings Produkten zu erfassen. Mit Withings Med Pro Care können Gesundheitsdienstleister das Wohlbefinden ihrer Patienten verfolgen.

### Andere Produkte
Withings stellt auch Aura her, einen intelligenten Sensoren-Wecker mit Schlafprogrammen, die helfen, Schlaf einzuleiten, und Licht- und Audioprogrammen, um den Benutzer sanft zu wecken.
Withings produzierte auch ein Hausüberwachungssystem, das als Withings Home bekannt war, jedoch später wieder eingestellt wurde.

## Forschung
Withings verfügt über eine eigene Forschungseinrichtung, die sich der Beschleunigung der vernetzten Gesundheitsrevolution widmet und eine Kombination aus eigener Forschung und akademischen Partnerschaften ist. Anhand von Echtzeitdaten wird verfolgt, inwieweit wichtige Risikofaktoren für Herzkrankheiten mit dem Lebensstil in Verbindung stehen, wie z. B. Bewegungsmangel, Übergewicht und Adipositas sowie Bluthochdruck, und welche Maßnahmen zur Risikominderung ergriffen werden können. Das Institut hat mehrere Forschungsarbeiten zu verschiedenen Themen veröffentlicht und Withings-Produkte für die Teilnahme an zahlreichen klinischen Studien bereitgestellt.